# Йоганн Георг II Саксен-Айзенаський
Йоганн Георг II Саксен-Айзенаський (нім. Johann Georg II von Sachsen-Eisenach; 1665, Фрідевальд — 1698, Айзенах) — герцог Саксен-Айзенаський.

## Біографія
Йоганн Георг — другий син Саксен-Айзенахського герцога Йоганна Георга I і Йоганетти фон Сайн-Вітгенштейн.
У 1684 році його старший брат Фрідріх Август загинув у війні з турками, і Йоганн Георг став першим претендентом на успадкування. 19 вересня 1686 помер батько, і Йоганн Георг II став новим герцогом Саксен-Айзенахським.
20 вересня 1688 року герцог одружився в Кірхгайм-унтер-Теці із Софією Шарлоттою Вюртемберг-Штутгартською, донькою герцога Ебергарда III Вюртемберзького і Марії Доротеї Софії Еттінгенської. Дітей у них не було. Також він влаштував шлюби своїх сестер Елеонори Ердмути та Фредеріки Єлизавети із представниками Альбертинської гілки Веттінів.
У 1690 році помер, не залишивши спадкоємця, герцог Саксен-Єнський Йоганн Вільгельм. Герцогство Саксен-Єнське було розділено між Саксен-Веймаром і Саксен-Айзенахом.
У 1698 році Йоганн Георг помер від віспи. У нього не було спадкоємців, тому новим герцогом став його брат Йоганн Вільгельм.